# 西灣河站
西灣河站（英語：Sai Wan Ho Station）是一個位於香港香港島東區西灣河筲箕灣道地底，屬於港鐵港島綫的鐵路車站，車站於1985年5月31日啟用。

## 車站設計
西灣河站結構複雜，上蓋為住宅欣景花園、西灣河文娛中心、西灣河體育館和食物及環境衛生署所管理之西灣河街市，於1984-1991年期間分期落成；而西灣河站共設有5層：當中L2層為車站大堂、車站控制室及商店；L3層為機房層；而L4、L5層則為車站月台，而車站並有結構為車站上方住宅及文娛中心提供支承。

### 樓層
| 分離式 · 開右邊车门 |   |                          |  |  |
|                     | 2 | 港島綫往堅尼地城（太古） |  |  |

| 分離式 · 開左邊车门 |  |                        |   |  |
|                     |  | 港島綫往柴灣（筲箕灣） | 1 |  |

### 大堂
西灣河站大堂位於西灣河文娛中心的地底。大堂內設有升降機連接大堂及月台，並設有扶手電梯連接出入口、大堂及月台，為節約能源，部分扶手電梯於非繁忙時間期間暫停使用。
而大堂內的商店數目並不多，此外車站亦設有自助服務設施。
- 車站大堂（2024年6月）
- 車站商店（2024年6月）

### 月台
西灣河站設有兩個分離式月台，並以兩層的側疊式月台排列，當中上層月台（L4層）為2號月台（港島綫往堅尼地城）；而下層月台（L5層）則為1號月台（港島綫往柴灣），兩個月台均已裝設月台幕門。另外由於月台呈彎曲，因此月台與車廂之間的空隙較大。
- 1號月台（2024年6月）
- 2號月台（2024年6月）
- 月台層通往大堂的寬闊空間（2024年6月）
- 連接大堂及月台的扶手電梯（2024年6月）

### 出入口
|                                     |                | |      |
| 編號                                | 指示           | 建議前往的目的地 | 圖片 |
| 出口 · A · 轮椅升降台标志           | 欣景花園       | 欣景花園、愛秩序灣社區會堂、愛秩序灣官立小學、愛秩序灣海濱花園、愛蝶灣、明愛樂義學校、東區民政事務處、東區法院大樓、渡輪碼頭（三家村）、西灣河市政大廈、嘉亨灣、香港電影資料館、康東邨、港島東體育館、韓國國際學校、鯉景灣、鯉景灣休憩處、逸濤灣、水警總部暨港口分區總部、西灣河海濱公園、西灣河健康中心、西灣河街市、西灣河遊樂場、西灣河體育館、港島民生書院、愛東邨、蘇豪東、東駿苑、東濤苑、東旭苑、耀東邨、聖馬可中學、女青明儒松柏社區服務中心 |      |
| 出口 · B · 盲道标志                 | 西灣河文娛中心 | 中華基督教會基灣小學、明我幼稚園／幼兒園、綠在東區、西灣河文娛中心、扶康會健持之家、基列社會服務中心、興東邨、聖十字架堂、工聯會工人醫療所、香港中國婦女會中學、Island Residence、海天廣場、峻峰花園、筲箕灣道、成安街、太安樓、香港中國婦女會丘佐榮學校、東熹苑、東霖苑、東欣苑、協青社賽馬會大樓、The Holborn |      |
| 往聖十字徑                          |                | |      |
| 註： 設有 \| 設有 \| 設有輪椅升降台 |                | |      |

### 車站藝術
2023年4月，港鐵邀請香港藝術家小塗蛙Jasontommy與青少年機構協青社合作，將站內牆身與升降機塔貼上街頭塗畫風格藝術作品《躍動夢幻西灣》。

## 歷史

### 選址
在1970年代設計港島綫的走綫時，西灣河站原本定綫於較近山腰的西灣河街地底，不過最終定位在筲箕灣道接近舊西灣河街市之處（即現時的位置），以配合1980年代初東區的大型填海工程。車站於1985年5月31日隨港島綫（金鐘－柴灣段）通車而啟用，而車站大堂範圍的承建商為由金門－Kier－Lilley聯營；而月台及隧道部分則由西松建設負責興建。

### 翻新月台
。

### 加設升降機

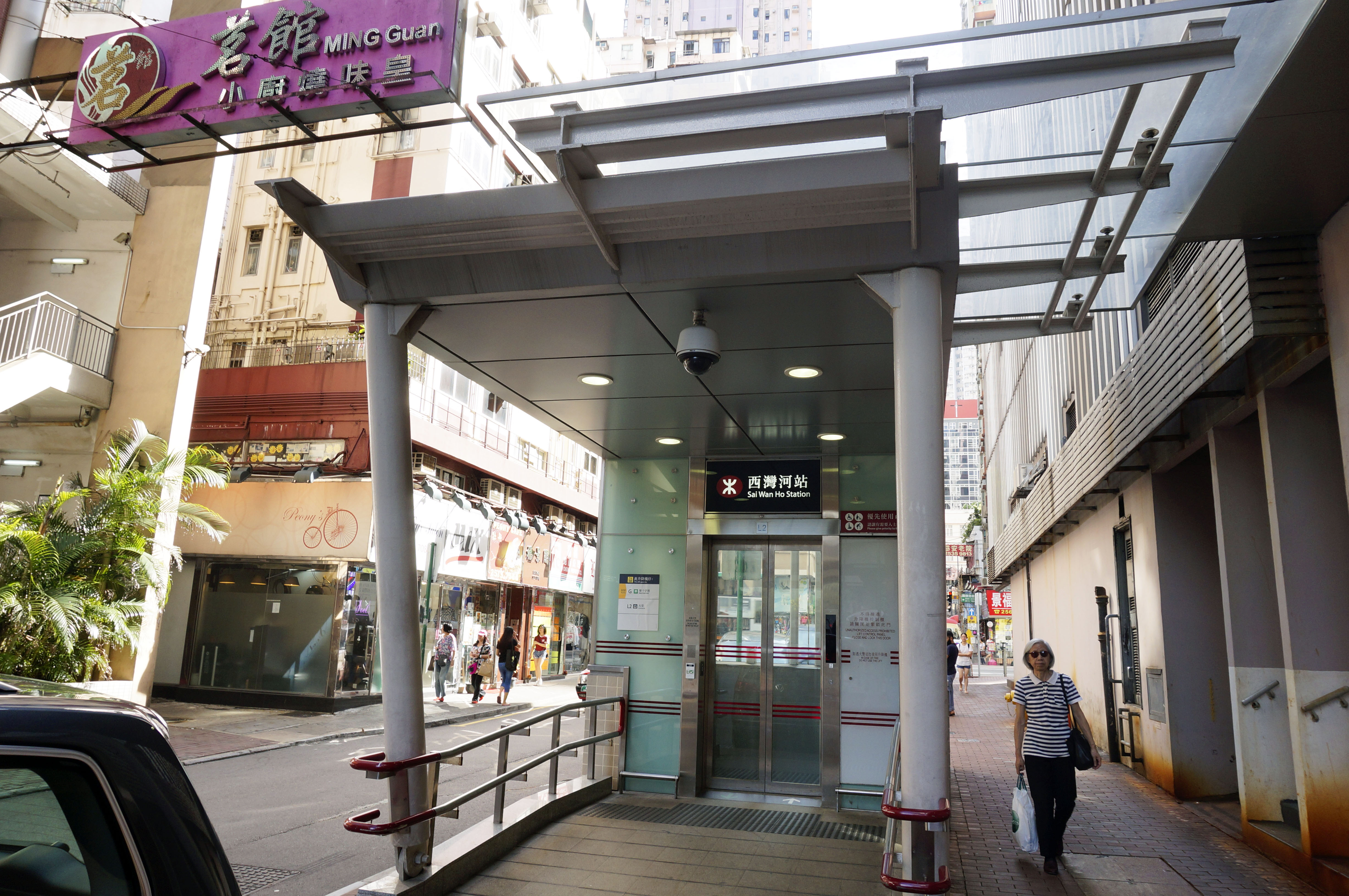
於2015年增設的地面升降機

為方便有需要的人士進出車站，港鐵公司於西灣河站近收費區內的升降機位置加設一部升降機連接大堂至聖十字徑，工程於2011年11月展開，並於2015年12月14日落成啟用。

### 反修例期間事件
- 2019年10月4日晚上，西灣河站出入口升降機疑遭到示威者破壞而關閉，而隨後港鐵於當晚約10時34分左右宣佈港島綫全綫暫停服務。

## 流行文化
1995年由王家衛執導的香港電影《墮落天使》曾於西灣河站取景。

## 外部連結
- 港鐵公司－西灣河站街道圖 （页面存档备份，存于）
- 港鐵公司－西灣河站位置圖 （页面存档备份，存于）
- 港鐵公司－西灣河站列車服務時間 （页面存档备份，存于）